# Balacra speculifera
Balacra speculifera là một loài bướm đêm thuộc phân họ Arctiinae, họ Erebidae.